# Diablo Immortal
Diablo Immortal – oparta na modelu free-to-play mobilna fabularna gra akcji typu massively multiplayer online game (MMOARPG), tworzona wspólnie przez Blizzard Entertainment i chińską firmą NetEase na urządzenia z systemami Android i iOS. Premiera gry miała miejsce 2 czerwca 2022 roku.

## Fabuła
Wydarzenia w Diablo Immortal mają miejsce między wątkami fabularnymi z Diablo II: Lord of Destruction, a Diablo III: Reaper of Souls. Kamień Świata w Diablo 2 został spaczony przez jednego z braci Mrocznej Trójcy, Baala. Tyrael, Archanioł Sprawiedliwości nie mogąc dopuścić do spaczenia całej krainy ludzi Sanktuarium, zniszczył kamień wbijając w niego swój miecz. Eldruin. Wybuch Kamienia spowodował zniszczenie pasma górskiego, pod którym był ukryty przez wieki, a jego odłamki porozrzucane w całej krainie. Teraz jeden z przybocznych samego Diablo, jego Herold Grozy Skarn postanowił odzyskać wszystkie odłamki by ponownie przyzwać na ten świat swojego pana.

## Klasy postaci
Diablo Immortal w dniu premiery będzie posiadała 8 grywalnych klas postaci. Wśród nich znajdą się klasy znane z Diablo III: Reaper of Souls:
- Barbarzyńca,
- Czarodziejka,
- Krzyżowiec,
- Łowca Demonów,
- Mnich,
- Nekromanta,
- Rycerz Krwi,
- Sztormiciel

Każda klasa postaci będzie posiadała unikalne umiejętności, design oraz przedmioty jakie będziemy dzierżyli podczas rozgrywki sieciowej.

## Mechanika
Rozgrywka w Diablo Immortal oparta jest o te same mechaniki jak w Diablo III. Gra skupia się na rozwoju postaci i wykorzystaniu umiejętności bohaterskich w walce z hordami piekielnych sługusów.

### Umiejętności
W trakcie rozgrywki gracze będą mogli używać jednej podstawowej umiejętności oraz czterech dodatkowych, które uzyskamy awansując na kolejne poziomy. Każdą z umiejętności można łączyć w kombinacje, dzięki którym niektóre umiejętności uzyskają zupełnie nowe efekty.
Diablo Immortal wprowadziło do gry umiejętności ultymatywne. Mechanika ta jest znana z innych produkcji takich jak Overwatch czy League of Legends. Ultimate zdobywa się poprzez ciągłą walkę. Z każdym kolejnym ciosem ładunek uzupełnia się i gdy jest gotowy do użycia, pojawi się jako dodatkowa ikona na ekranie telefonu lub tabletu. Ultimate charakteryzuje się ogromną mocą. Ich głównym zadaniem jest znaczne wzmocnienie działania podstawowego ataku bohatera.

### Zasoby
Każda odsłona Diablo posiadała zasoby w postaci many, furii, gniewu, nienawiści/dyscypliny, esencji, siły duchowej i tajemnej mocy. Każdy z tych zasobów odpowiadał za możliwość rzucania zaklęciami czy korzystania z określonych umiejętności. Diablo Immortal będzie całkowicie pozbawione tego typu mechaniki. Zamiast zasobów w grze pojawią się znane z produkcji mobilnych czasy odnowienia umiejętności. Za każdym razem gdy gracz użyje umiejętności, będzie musiał odczekać określoną liczbę sekund na ponowne jej użycie.

## Alfa i beta testy Diablo Immortal
Włodarze studia Activision Blizzard zapowiedzieli testy regionalne w postaci alfa testów na połowę 2020 roku. Ogłoszenie to został ujawnione podczas konferencji telefonicznej dla inwestorów podsumowującej wyniki finansowe spółki za czwarty kwartał 2019 roku. Podczas podsumowania wyników finansowych za pierwszy kwartał 2020 roku, ponownie potwierdzono start alfa testów w połowie 2020 roku.
Alfa testy gry poprzedzą późniejsze beta testy, które pojawią się jeszcze przed premierą gry. Informacja ta została potwierdzona przez Community Development Lead franczyzy Diablo, Adama Fletchera.